# Cerro El Toro (Bolívar)
Cerro El Toro (alternativamente llamado Cerro El Jobo) es el nombre que recibe una montaña en la parte noroeste de la localidad de Upata, la ciudad capital del municipio piar, al norte del Estado Bolívar, en el país sudamericano de Venezuela. Tiene una altura de 425 metros sobre el nivel del mar. Se trata de un refugio natural con una gran biodiversidad, en flora y fauna. Es usado por los locales como un sitio recreativo para actividades al aire libre